# The Plot Against America (Fernsehserie)
The Plot Against America ist eine sechsteilige US-amerikanische Miniserie des Pay-TV-Senders HBO, welche vom 16. März bis 20. April 2020 ausgestrahlt wurde. Die Serie basiert auf dem im Original gleichnamigen, 2004 erschienenen Roman Verschwörung gegen Amerika des US-amerikanischen Schriftstellers Philip Roth und erzählt eine Alternativweltgeschichte aus Sicht einer jüdischen Familie, in der Charles Lindbergh zum US-Präsident gewählt wird und den Staat in Richtung Faschismus lenkt. Produziert wurde The Plot Against America unter anderem von David Simon, Ed Burns und Joe Roth.

## Handlung
The Plot Against America spielt in den Jahren 1940 bis 1942 in Newark, New Jersey und begleitet die jüdische Familie Levin und deren Angehörige, in einer Alternativwelt, in welcher der Fliegerheld und fremdenfeindliche Populist Charles Lindbergh zum 39. Präsidenten der Vereinigten Staaten gewählt wird. Die Familie erlebt dabei den durch die Politik geförderten und aufkommenden Antisemitismus in der Gesellschaft sowie die faschistische Entwicklung der USA unter Lindberghs Präsidentschaft.

## Hintergrund und Produktion
Im November 2018 gab HBO bekannt Philip Roths gleichnamigen Roman The Plot Against America als Miniserie zu verfilmen. Als Drehbuchautoren wurden David Simon und Ed Burns engagiert, welche neben Joe Roth auch die Produktion leiteten. Als Produktionsfirmen wurden RK Films, Annapurna Television und Blown Deadline Productions beauftragt. Bereits ein Jahr zuvor, im April 2017, gab David Simon in einem Interview an, dass er nochmals Roths Roman lesen würde und es bereits Gespräche über eine Miniserie darüber gäbe.
Ein Teil der Besetzung wurde im April 2019 bekanntgegeben. Die Hauptrollen würden unter anderem Winona Ryder, Zoe Kazan, Morgan Spector und John Turturro übernehmen.
Die Dreharbeiten fanden Branchenberichten zufolge zwischen Mai und Oktober 2019 statt. Gedreht wurde an Schauplätzen in New Jersey (Newark, Jersey City, Cranford), New York City, Washington DC und Baltimore.

## Besetzung und Synchronisation
Die Synchronisation der Serie wurde bei der Scalamedia in Berlin nach einem Dialogbuch von Cay-Michael Wolf und Robert Golling erstellt. Die Dialogregie führte Cay-Michael Wolf.
| Rollenname             | Schauspieler     | Synchronsprecher    | Folgen   | Rollenbeschreibung                                                          |
| ---------------------- | ---------------- | ------------------- | -------- | --------------------------------------------------------------------------- |
| Herman Levin           | Morgan Spector   | Florian Halm        | 1–6      | Versicherungsmakler                                                         |
| Elizabeth „Bess“ Levin | Zoe Kazan        | Mia Diekow          | 1–6      | Ehefrau von Herman und Hausfrau                                             |
| Evelyn Finkel          | Winona Ryder     | Dorette Hugo        | 1–6      | Ältere Schwester von Bess, Geliebte und spätere Ehefrau von Bengelsdorf     |
| Lionel Bengelsdorf     | John Turturro    | Stefan Fredrich     | 1–6      | Rabbi und Lindbergh-Unterstützer, Liebhaber und späterer Ehemann von Evelyn |
| Alvin Levin            | Anthony Boyle    | Jannik Endemann     | 1–6      | Hermans verwaister Neffe                                                    |
| Monty Levin            | David Krumholtz  | Gerrit Hamann       | 1–6      | Hermans älterer Bruder und Großmarkthändler                                 |
| Philip Levin           | Azhy Robertson   | Jaron Müller-Schuch | 1–6      | 10-jähriger Sohn von Herman und Elizabeth                                   |
| Sanford „Sandy“ Levin  | Caleb Malis      | Carlos Fanselow     | 1–6      | Ältester Sohn von Herman und Elizabeth                                      |
| Shepsie Tirchwell      | Michael Kostroff | Lutz Schnell        | 1–6      | Freund von Herman und Betreiber eines Wochenschau-Kinos                     |
| Walter Winchell        | Billy Carter     | Robert Levin        | 1, 3–5   | jüdischer Zeitungs- und Rundfunkkommentator und späterer Oppositioneller    |
| Charles Lindbergh      | Ben Cole         | Johannes Raspe      | 1–3, 4–6 | US-Präsident                                                                |
| Anne Morrow Lindbergh  | Caroline Kaplan  | Mareile Moeller     | 4–6      | Lindberghs Ehefrau                                                          |

## Episodenliste
Die englischsprachige Erstausstrahlung strahlte der US-amerikanische Pay-TV-Sender HBO vom 16. April bis 20. April 2020 aus. Im deutschsprachigen Raum waren die veröffentlichten US-Folgen zeitgleich in der Originalsprache über den Streamingdienst Sky Ticket von Sky Deutschland verfügbar. Die deutschsprachige Synchronisation wurde vom 20. Mai bis 24. Juni 2020 auf Sky Atlantic ausgestrahlt.
| Nr. (ges.) | Nr. (St.) | Deutscher Titel      | Originaltitel | Erstausstrahlung USA | Deutschsprachige Erstausstrahlung (D) | Regie           | Drehbuch                    |
| ---------- | --------- | -------------------- | ------------- | -------------------- | ------------------------------------- | --------------- | --------------------------- |
| 1          | 1         | Der einsame Adler    | Part One      | 16. März 2020        | 20. Mai 2020                          | Minkie Spiro    | David Simon & Ed Burns      |
| 2          | 2         | Der Wille des Volkes | Part Two      | 23. März 2020        | 27. Mai 2020                          | Minkie Spiro    | David Simon & Ed Burns      |
| 3          | 3         | Land und Leute       | Part Three    | 30. März 2020        | 3. Juni 2020                          | Minkie Spiro    | Ed Burns                    |
| 4          | 4         | Das Staatsbankett    | Part Four     | 6. Apr. 2020         | 10. Juni 2020                         | Thomas Schlamme | David Simon & Reena Rexrode |
| 5          | 5         | Umsiedlungsprogramm  | Part Five     | 13. Apr. 2020        | 17. Juni 2020                         | Thomas Schlamme | Ed Burns                    |
| 6          | 6         | Ständig in Angst     | Part Six      | 20. Apr. 2020        | 24. Juni 2020                         | Thomas Schlamme | David Simon                 |

## Rezeption
Die Serie erhielt überwiegend positive Kritiken. Bei Rotten Tomatoes sind 87 % von 76 gesammelten Kritiken positiv, auf Metacritic sind es 30 von 37 Rezensionen (Metascore 82).

## Auszeichnungen und Nominierungen
Primetime Creative Arts Emmy Awards 2020
- Nominierung: Outstanding Cinematography for a Limited Series or Movie – Martin Ahlgren

TCA Awards 2020
- Nominierung: Outstanding Achievement in Movies, Miniseries and Specials

American Society of Cinematographers Awards 2021
- Nominierung: Outstanding Achievement in Cinematography in Motion Picture, Miniseries or Pilot Made for Television

Critics’ Choice Television Awards 2021
- Nominierung: Best Limited Series
- Nominierung: Best Actor in a Limited Series or TV Movie – Morgan Spector
- Nominierung: Best Supporting Actor in a Limited Series or TV Movie – John Turturro
- Nominierung: Best Supporting Actress in a Limited Series or TV Movie – Winona Ryder